# Nanni Balestrini
Nanni Balestrini, född 2 juli 1935 i Milano, död 20 maj 2019 i Rom, var en italiensk poet, författare, litteraturteoretiker och målare. 
Balestrini var en avantgardistisk diktare och litteraturteoretiker och ingick i den modernistiska Gruppo 63. Han anklagades i slutet av 1970-talet för terrorism och flydde till Frankrike.